# Louis-Amable Jetté
Louis-Amable Jetté, né le 15 janvier 1836 à L'Assomption et mort le 8 mai 1920 à Québec, est un avocat, un juge, un journaliste, un homme politique et un professeur québécois. Il est lieutenant-gouverneur du Québec de 1898 à 1908.

## Biographie
En 1862, Louis-Amable Jetté se marie avec Berthilde Laflamme, fille de Rodolphe Laflamme, député libéral et ministre fédéral. Ils ont eu sept enfants.

### Carrière
Député libéral, il s'associe avec Hector Fabre, Siméon Le Sage et Frédéric-Liguori Béique. Il préside la commission d'enquête sur l'affaire du chemin de fer de la Baie des Chaleurs en 1891.
Lorsque Charles-Alphonse-Pantaléon Pelletier devient absent, il administre le gouvernement provincial.
Il est par ailleurs à la tête de la commission des champs de bataille de Québec, de l'École polytechnique de Montréal et de la faculté de droit de l'Université Laval à Montréal. Il est l'un des fondateurs de la banque d'Hochelaga de Montréal.

## Revues et journaux
- L'Union nationale.
- L'Union catholique.
- L'Ordre.
- Revue critique de législation et de jurisprudence du Canada.
- Revue de droit international.

## Héraldique
| Spes mea supra stellas |
| ---------------------- |

| L'écu de Louis-Amable Jetté se blasonne ainsi : D'azur au cygne nageant sur une mer de même, surmonté de deux étoiles d'or en chef. |

## Distinctions
- commandeur de la Légion d'honneur (1898) ;
- chevalier-commandeur de l'Ordre de Saint-Michel et Saint-Georges (1901) ;
- docteur honoris causa de l'Université Laval de Montréal (1878) ;
- docteur en droit civil de la Bishop's College School (1899) ;
- docteur honoris causa de l'Université de Toronto (1908).

## Hommages
- À Québec, la rue Louis-Jetté a été nommée en son honneur[2].
- Le canton Jetté a été nommé en son honneur.